# Vyhlídková plošina Aukštumalos
Vyhlídková plošina Aukštumalos, litevsky Aukštumalos apžvalgos platforma nebo Vaizdas į Aukštumalos pelkę či Apžvalgos bokštelis Nr. 1, se nachází v rašeliništi u vesnic Vabalai a Rūgaliai u bažinatého jezera v místě zakončení dřevěného chodníku naučné stezky Aukštumalos (Regionální park Nemuno deltos regioninis parkas, Kintai Eldership, okres Šilutė) v Klaipėdském kraji v Litvě. Plošina slouží také jako ptačí pozorovatelna.

## Galerie

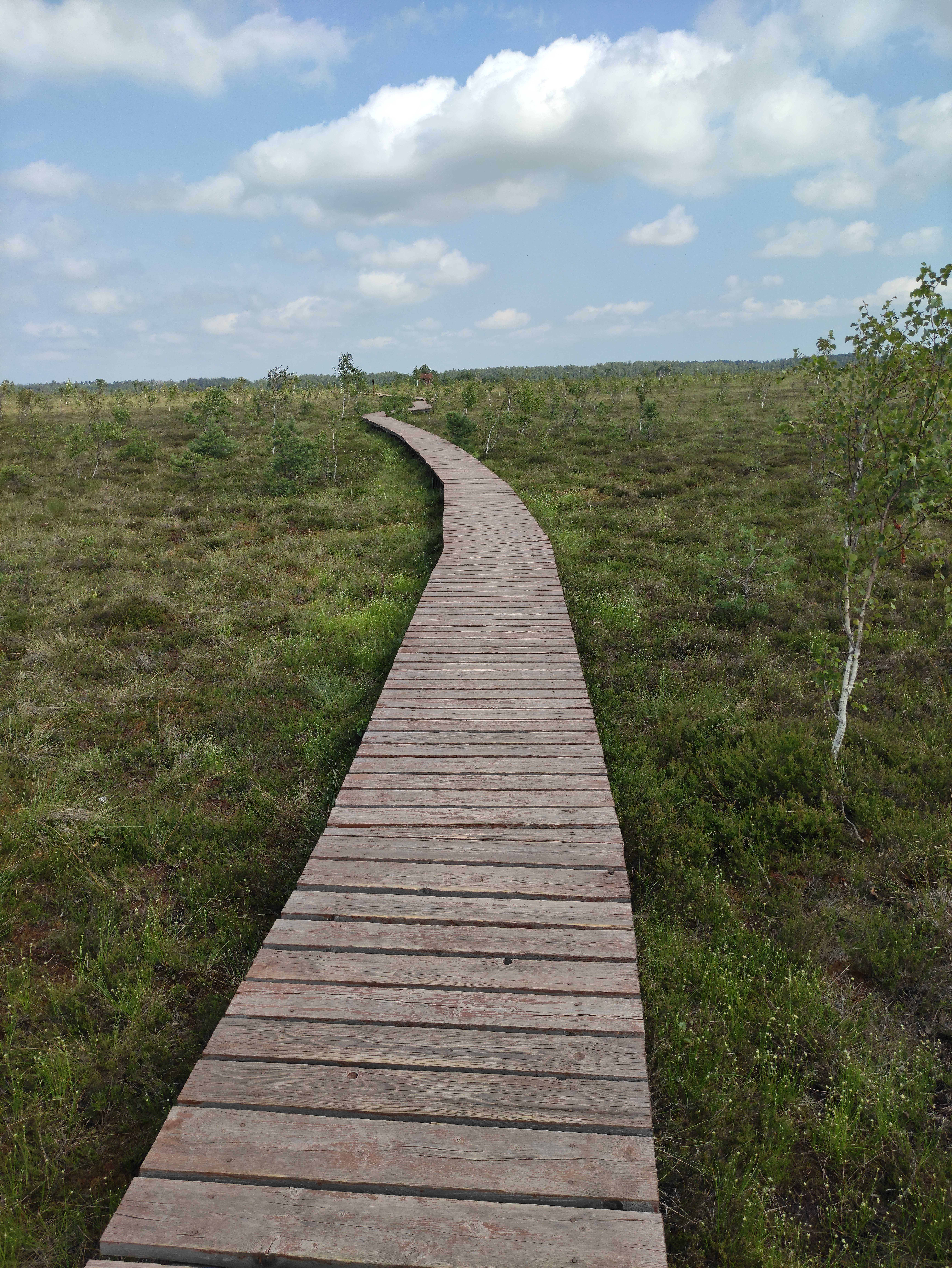

## Další informace
Vyhlídková plošina Aukštumalos je 3 metry vysoká dřevěná nezastřešená pozorovací plošina příhradové konstrukce. Plošina je opatřena zábradlím. Z plošiny lze vidět působivé panorama krás místy zalesněného rašeliniště. Plošinu, která je celoročně volně přístupná, postavila UAB Klasmann-Deilmann Šilutė.